# 내 인생의 스페셜
《내 인생의 스페셜》은 2006년 2월 6일부터 2006년 2월 28일까지 방영된 MBC 월화드라마이며, 늑대의 조기종영 때문에 긴급편성된 사전제작 드라마인데 2005년 9월 SBS 월화 미니시리즈로 편성될 예정이었지만 명세빈(윤혜라 역)이 같은 시간대 KBS 2TV 《웨딩》의 배역을 포기하는 것이 아니냐는 논란이 일었으나 SBS 편성설이 불발되는 바람에 명세빈은 '겹치기 출연'을 피할 수 있었다.
게다가, 강은비 (윤예린 역)는 해당 작품이 동시간대 타방송사 수목 미니시리즈로 편성될 가능성이 높아져 KBS 2TV 《황금사과》캐스팅 제의를 뿌리쳤으며 뒷날 주연배우들의 촬영 중 부상으로 방송이 중단된 《늑대》후속 MBC 월화 미니시리즈로 간신히 편성됐다.

## 등장 인물

### 주요 인물
- 김승우 : 박강호 역 (아역 : 정호진)
- 명세빈 : 윤혜라 역 (아역 : 정아라)
- 성지루 : 백동구 역 (아역 : 김경래)
- 신성우 : 정형석 역 (아역 : 이종수)

### 그 외
- 최종원 : 백곰파 두목 역
- 박주아 : 김분례 역
- 백일섭 : 혜라 부 역
- 김영옥 : 형석 모 역
- 최낙천 : 경찰서장 역
- 정동환 : 형사과장 역
- 김광규 : 선배형사 역
- 안석환 : 선글남 역
- 김학철 : 만보 역
- 김동수 : 오야매 역
- 김뢰하 : 필두 넘버 2 역
- 장동직 : 최상철 사장 역
- 서범식 : 황인석 역
- 이형철 : 김태진 역
- 정경호 : 작두 역
- 이주석 : 종두 역
- 유지연 : 윤신애 역
- 최승만 : 보험소장 역
- 채경선 : 고 형사 역
- 최지나 : 강호 아내 역
- 최상학 : 이호성 역
- 강은비 : 윤예린 역
- 김민재 : 강호 아들 역

## 시청률
| 2006년 | 2006년   | 2006년     |
| 회차   | 방송일   | AGB 시청률 |
| ------ | -------- | ---------- |
| 제1회  | 2월 6일  | 10.5%      |
| 제2회  | 2월 7일  | 10.9%      |
| 제3회  | 2월 13일 | 10.9%      |
| 제4회  | 2월 14일 | 11.3%      |
| 제5회  | 2월 20일 | 10.0%      |
| 제6회  | 2월 21일 | 10.4%      |
| 제7회  | 2월 27일 | 10.2%      |
| 제8회  | 2월 28일 | 10.7%      |

## 참고 사항
- 전작 늑대처럼 조직폭력배를 등장시켰다는 지적이 있었다.[5]
- 당초 12부작이었으나 늑대가 일찍 종영된 탓에 4편 축소된 8부작으로 압축 편집되었으며 결국 12부작 전편은 케이블채널 tvN에서 방영됐다.[6]